# Milivoje Marković
Milivoje „Mića“ Marković (serbisch-kyrillisch Миливоје „Мића“ Марковић; * 20. März 1939 in Zagreb; † 5. Juli 2017) war ein jugoslawischer bzw. serbischer Jazzmusiker (Saxophone, Klarinetten, Komposition).

## Leben und Wirken
Marković studierte zunächst Rechtswissenschaft, dann Musik an der Musikakademie Graz und spielte Anfang der 1960er-Jahre im  Mirko Souc Sekstet, mit dem in Belgrad erste Aufnahmen entstanden und er auf dem zweiten und dritten Jazzfestival in Bled auftrat. In den folgenden Jahrzehnten arbeitete er mit Janez Gregorec and His International Orchestra, mit dem er auf dem 10. International Jazz Festival Ljubljana 1969 gastierte, sowie mit dem Jazzorchester des Senders RTV Beograd (Orkestar RTB Sa Gostima) und der B.P. Convention unter Leitung von John Lewis und Miljenko Prohaska (Mistery of Blues (Misterij Bluesa)). 1980 entstanden erste Aufnahmen unter eigenem Namen mit einem Sextett, das Marković mit dem Trompeter Stjepko „Steve“ Gut leitete. Das Sextett trat mit Clark Terry (Live in Belgrade, 1982) und Ernie Wilkins auf und gastierte u. a. auch auf dem North Sea Jazz Festival.  Ab Ende der 1990er-Jahre leitete er ein Quartett mit dem Pianisten Mirko Petrović (Around Balkan Midnight).
Im Bereich des Jazz war er zwischen 1960 und 1998 an dreißig Aufnahmesessions beteiligt, u. a. auch mit Bora Roković, Vladimir Furduj, Milimir Drasković und mit Vladana Marković und der RTB Big Band. Er schrieb die Kompositionen Otpisani, Ballad in Escutable und Stemi; außerdem betätigte er sich in den 70er Jahren als Filmkomponist. Er schrieb die Musik für die Spielfilme Explosion in der Zentralgarage (1974) und Povratak otpisanih (1976) unter der Regie von Aleksandar Đorđević.

## Diskographische Hinweise
- Marković/Gut Sextet (1980), mit Steve Gut, Nikola Mitrović, Miloš Krstić, Bora Roković, Vojin Draskoci, Lazar Tosić
- Message from Belgrade: Marković/Gut Sextet (Timeless, 1983)
- Ernie Wilkins in Belgrade with Sextet Gut-Marković (RTB, 1984)